# Edward Statkiewicz

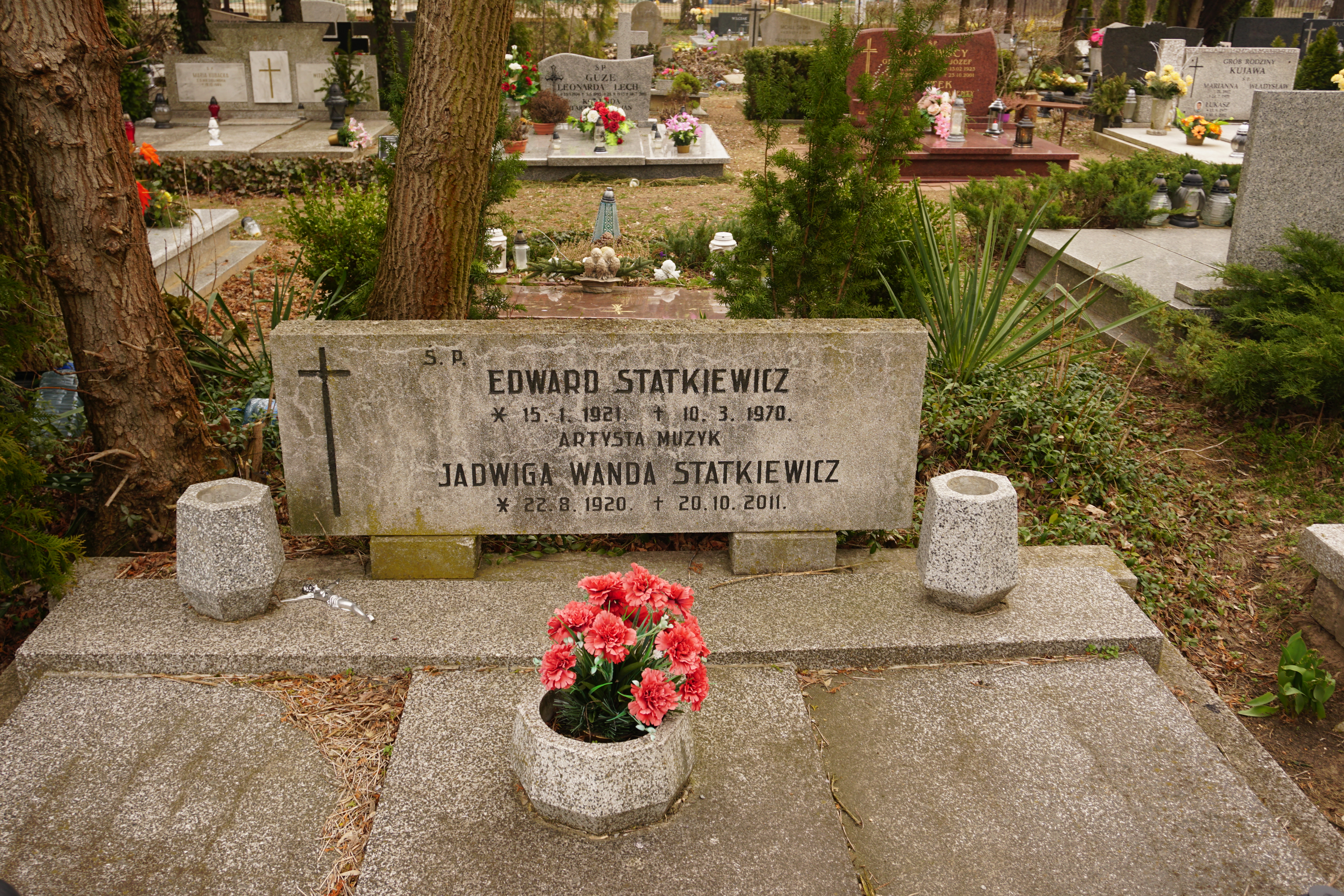
Grób prof. Edwarda Statkiewicza na Cmentarzu Junikowskim

Edward Statkiewicz (ur. 15 stycznia 1921 w Kamieńcu Podolskim, zm. 10 marca 1970 we Wrocławiu) – polski skrzypek, profesor Państwowej Wyższej Szkoły Muzycznej w Poznaniu.

## Życiorys
Był synem właściciela drukarni Mariana oraz Marii ze Słautów. Ukończył Konserwatorium Muzyczne we Lwowie (1939). W tym samym mieście zdał maturę (1940). Od 1941 do 1944 grał jako skrzypek we lwowskiej Operze, a potem, do 1945, w orkiestrze symfonicznej Filharmonii Lwowskiej. Uczęszczał równolegle do Konserwatorium im. Łysenki i przygotowywał się do występów koncertowych pod okiem Ireny Dubiskiej. W 1945 przeniósł się do Katowic i grał tam od 1946 w Wielkiej Orkiestrze Symfonicznej Polskiego Radia. Od 1950 do 1959 występował jako koncertmistrz w orkiestrze symfonicznej Państwowej Filharmonii w Bydgoszczy. Rozwijał w tym czasie działalność pedagogiczną. Wykładał na Państwowej Wyższej Szkole Muzycznej w Sopocie (1953-1954), a od 1957 we Wrocławiu. W 1959 zamieszkał w Poznaniu. Na poznańskiej Państwowej Wyższej Szkole Muzycznej objął klasę skrzypiec (po Zdzisławie Jahnkem). Od 1961 był kierownikiem Katedry Instrumentów Smyczkowych. W latach 1963–1968 był prezesem Towarzystwa Muzycznego im. Henryka Wieniawskiego w Poznaniu. Zasiadał również w jury podczas Międzynarodowych Konkursów Skrzypcowych im. Henryka Wieniawskiego (lata 1962 i 1967). Zmarł we Wrocławiu, ale pochowany jest na poznańskim cmentarzu junikowskim (pole 9-5-E-27). 

## Repertuar i osiągnięcia
W swoim repertuarze miał ponad trzydzieści koncertów skrzypcowych z orkiestrą, a także około czterdzieści sonat. W wielu przypadkach był pierwszym wykonawcą utworów polskich twórców współczesnych. Był laureatem następujących konkursów skrzypcowych:
- Genewa (1948),
- Berlin (1951),
- Poznań (1952),
- Międzynarodowy Konkurs im. Marguerite Long i Jacques’a Thibaud w Paryżu (VII nagroda, 1953)[1][3].

## Rodzina
W 1945 ożenił się z Jadwigą Seidel (tancerką) i miał z nią syna Wojciecha, który urodził się w 1946 i córkę Elżbietę urodzoną w 1948.